# Кінно-механізована група
Кі́нно-механізо́вана гру́па (КМГ) — тимчасове оперативне (оперативно-тактичне) об'єднання сухопутних військ, що створювалося в Червоній Армії для вирішення завдань по розвитку прориву у фронтових, а інколи в армійських наступальних операціях. Виникнення кінно-механізованих груп було обумовлене прагненням з'єднати маневреність кінноти з великою ударною силою і високою захищеністю бронетанкових і механізованих військ.

## Історія
На практиці ця ідея була вперше реалізована під час Громадянської війни і військової інтервенції в Росії 1918—1920, коли кавалерійські з'єднання і кінні армії отримували на посилення броньові загони. Накопичений досвід знайшов відбиття і отримав подальший розвиток в теорії радянського військового мистецтва в міжвоєнний період. На навчаннях у ряді військових округів в 30-і рр. вивчалося створення і використання КМГ у складі декількох кавалерійських, механізованих або танкових з'єднань, посилених артилерією і іншими засобами, для розвитку прориву у фронтових (армійських) наступальних операціях.
У 1939 у складі радянських військ, що брали участь в Польському поході на Західну Білорусь, успішно діяла КМГ під командуванням комкора І. В. Болдина.
Широке застосування КМГ знайшли в роки Німецько-радянської війни. Вони використовувалися на головних напрямках, переважно в умовах лісисто-болотистої, гірської і гірсько-пустельної місцевості. У окремих випадках (наприклад, в Маньчжурській операції 1945) КМГ застосовувалися для наступу на відкритих флангах фронтових об'єднань з метою їх забезпечення. До складу КМГ фронту зазвичай включалися кавалерійські, механізовані або танкові корпуси, а в окремих випадках, крім того, лижні і інші з'єднання (частини). Як правило, КМГ посилювалися протитанковою і зенітною артилерією, інженерними частинами і підтримувалися авіацією. Деякі з них мали штатні органи управління.
Найуспішніше КМГ діяли в Мелітопольській, Березнегувато-Снігурівській, Одеській, Білоруській, Львівсько-Сандомирській, Яссько-Кишинівській і Маньчжурській наступальних операціях. Зазвичай фронтові КМГ вводилися в битву на 2—3-й день операції і, виконуючи завдання рухомої групи, глибоко проникали в розташування противника, вели активні бойові дії в його тилу, сприяючи успішному наступу головних сил фронту. Так, під час Мелітопольської наступальної операції 1943 року в складі 4-го Українського фронту, на території лівобережної Херсонщини, діяли дві кінно-механізовані групи - "Буря" (19-й ТК та 4-й гв. Кубанський ККК)  і  "Ураган" (5-й гв. Донський ККК та 20 ТК ).
Наприклад, в Білоруській операції 1944 КМГ під командуванням генерал-лейтенанта Н. С. Осліковського (3-й Білоруський фронт) була введена в битву з ранку 2-го дня наступу. Її передові загони цього ж дня вийшли в район північно-західніше Богушевська і сприяли 5 А в опануванні міста. У цій же операції КМГ під командуванням генерал-лейтенанта І. О. Плієва (1-й Білоруський фронт), введена в битву також з ранку 2-го дня наступу на стику 65-ї і 28-ї армій, швидко просунулася до р. Птичь і вийшла в район Глуська, що сприяло оточенню бобруйського угрупування німецьких військ.
У окремих випадках кінно-механізована група на початку своїх дій завершували прорив тактичної зони оборони противника, а згодом розвивала наступ в оперативну глибину.
Найпотужнішою за своїм складом була радянсько-монгольська КМГ під командуванням генерал-полковника І. О. Плієва, що наставала у складі Забайкальського фронту в Маньчжурській операції 1945 на долоннорському напрямі. З радянських військ до її складу входили: одна танкова, дві мотострілецькі бригади, кавалерійська дивізія, винищувально-протитанкова артилерійська бригада, мотоциклетний полк, винищувально-авіаційний полк, гвардійський мінометний полк, два зенітно-артилерійські полки, інженерно-саперний батальйон; з військ монгольської Народно-Революційної армії — чотири кавалерійські дивізії, одна бронебригада, окремий танковий полк та авіаційна дивізія. Такий склад групи забезпечив їй можливість вести наступ на широкому фронті і у високому темпі (до 50—60 км на добу).